# Héctor Baldassi
Héctor Baldassi (Río Ceballos, Córdoba, Argentina, 5 de janeiro de 1966) é um ex-árbitro argentino de futebol.

## História
É árbitro desde 1997 e internacional desde 2000. Foi designado para a Copa América 2004; a Campeonato Mundial de Futebol Sub-20 de 2007 (no entanto não atuou porque um de seus assistentes foi reprovado nos exames físicos); a final da Copa Libertadores da América de 2008 (com atuação criticada e que teve impacto direto no resultado final da partida) e os Jogos Olímpicos de Verão de 2008, em Pequim.
Em 5 de fevereiro de 2010 foi eleito como um dos trinta árbitros da Copa do Mundo de Futebol de 2010, na África do Sul. Sua estreia como árbitro na Copa do Mundo de Futebol de 2010 foi durante o encontro entre Gana e Sérvia com uma excelente atuação, na qual marcou um pênalti difícil de se ver para a equipe africana a seis minutos do fim da partida. O auge de sua atuação no torneio se deu em 29 de junho, no confronto entre Espanha e Portugal. É o único árbitro argentino que já dirigiu todos os clássicos e o Superclássico na Primeira Divisão da Argentina. Colón vs Unión foi o último clássico que dirigiu.   
Em 4 de dezembro de 2011 anunciou sua aposentadoria quando atuou na última partida de sua carreira, ao arbitrar a final do torneio Apertura de futebol da primeira divisão, em que o Boca Juniors sagrou-se campeão ao golear o Banfield por 3 a 0.
A nível internacional, sua última partida foi entre as seleções do Uruguai e do Chile no Estádio Centenário de Montevidéu, durante as Eliminatórias da Copa do Mundo FIFA de 2014, no Brasil.

## Trajetória na arbitragem
| Ano  | Realização |
| ---- | --- |
| 1990 | Obtenção do título de árbitro de futebol pela Asociación de Fútbol de Argentina (AFA). |
| 1991 | Estreia como árbitro da categoria infantil. |
| 1993 | Estreia como árbitro da categoria juvenil e assistente da primera división. |
| 1995 | Estreia como árbitro da primera división D. |
| 1996 | Estreia como árbitro da primera división C. |
| 1997 | Estreia como árbitro da primera división B e nacional B. |
| 1999 | Estreia como árbitro da primera división. |
| 2000 | Nomeado pela Asociación de Fútbol de Argentina (AFA) como árbitro internacional. Estreia na Copa Libertadores da América. Estreia em partidas das Eliminatórias da Copa do Mundo FIFA de 2002 (Coreia do Sul/Japão). |
| 2001 | Designado para o Campeonato Sul-Americano de Futebol Sub-17, em Arequipa (Peru). |
| 2003 | Designado para o Campeonato Sul-Americano de Futebol Sub-20, em Montevidéu (Uruguay). |
| 2004 | Designado para a Copa América (Peru). |
| 2007 | Designado para a Campeonato Mundial de Futebol Sub-20 (Canadá). |
| 2008 | Designado para os Jogos Olímpicos de Verão de 2008, Pequim (China). |
| 2009 | Designado para o Campeonato Mundial de Futebol Sub-20 (Egito). |
| 2010 | Designado para a Copa do Mundo FIFA de 2010 (África do Sul). |